# Пинакотека Де Ниттиса
Пинакотека Джузеппе Де Ниттиса — музей в Барлетте (Италия), посвященный художнику Джузеппе Де Ниттису (1846—1884), коллекция картин которого хранится и выставляется. В художественной галерее, расположенной в Палаццо делла Марра на Виа Энкрико Чальдини, периодически проводятся временные выставки.

## История
В пинакотеке хранятся работы и мемориальные вещи Де Ниттиса, подаренные городу его женой Леонтиной Грювель.
Первоначально пинакотека располагалась в бывшем доминиканском монастыре на Виа Кавур; позднее, после перестройки замка Барлетта, ей нашлось место в комнатах первого этажа крепости Федерициана. Однако близость моря, считавшаяся потенциально рискованной, привела в 2007 году к переезду в отреставрированный к тому времени Палаццо делла Марра.

## Некоторые работы из коллекции

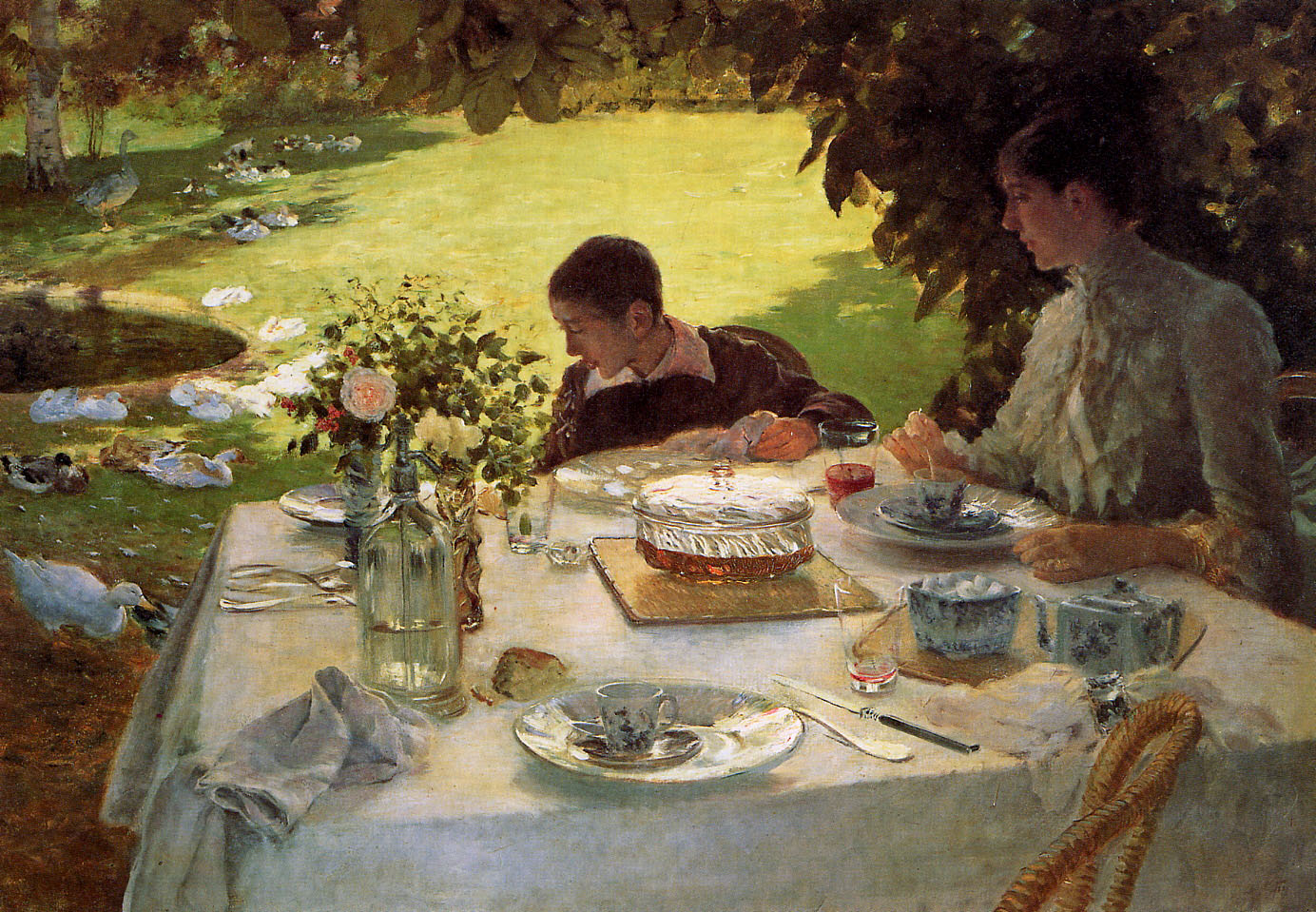
Завтрак в саду
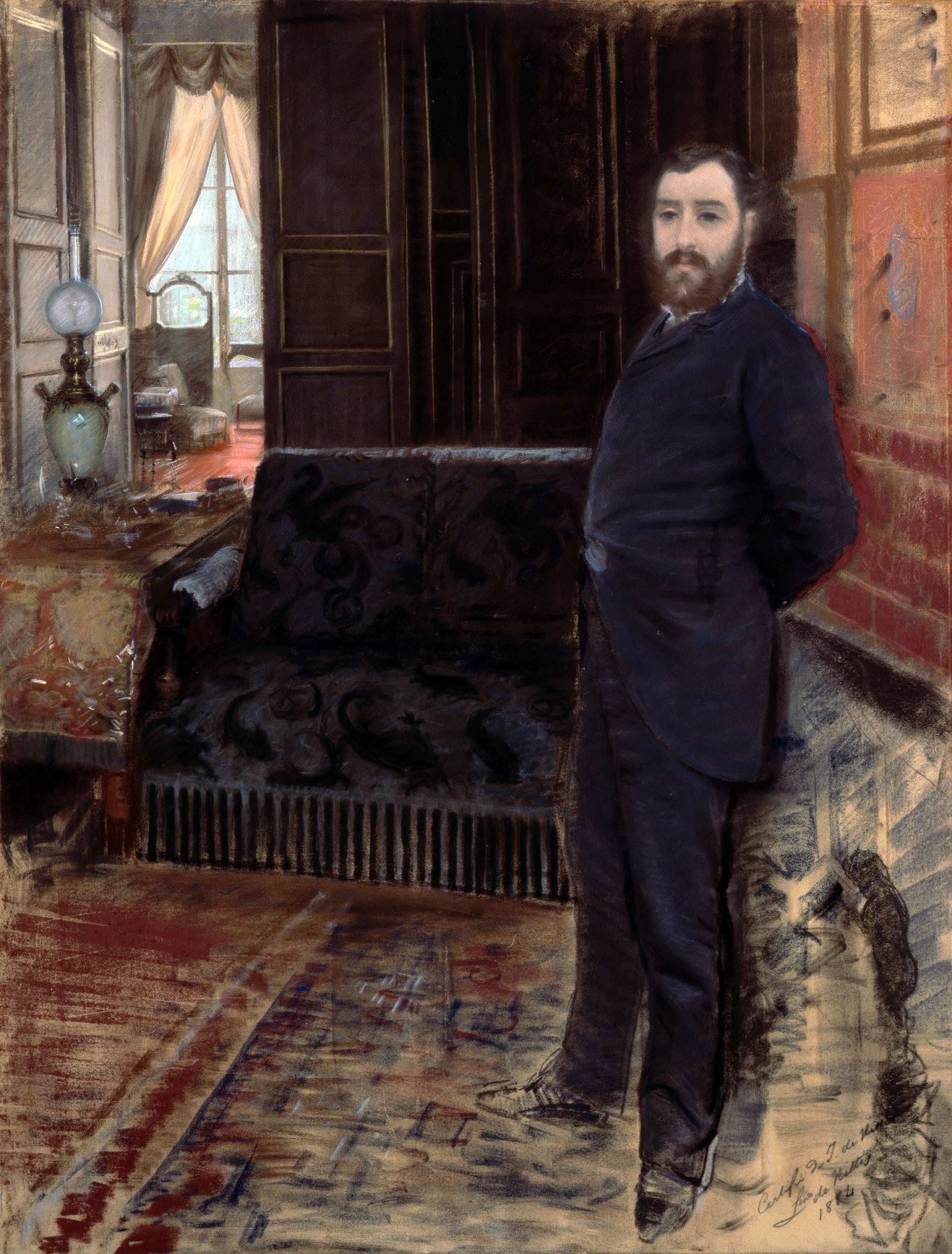
Автопортрет
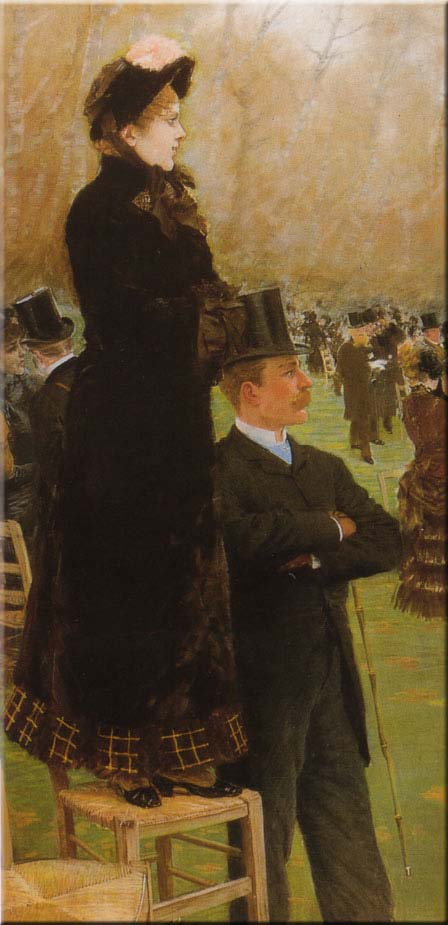
Гонки в Отей
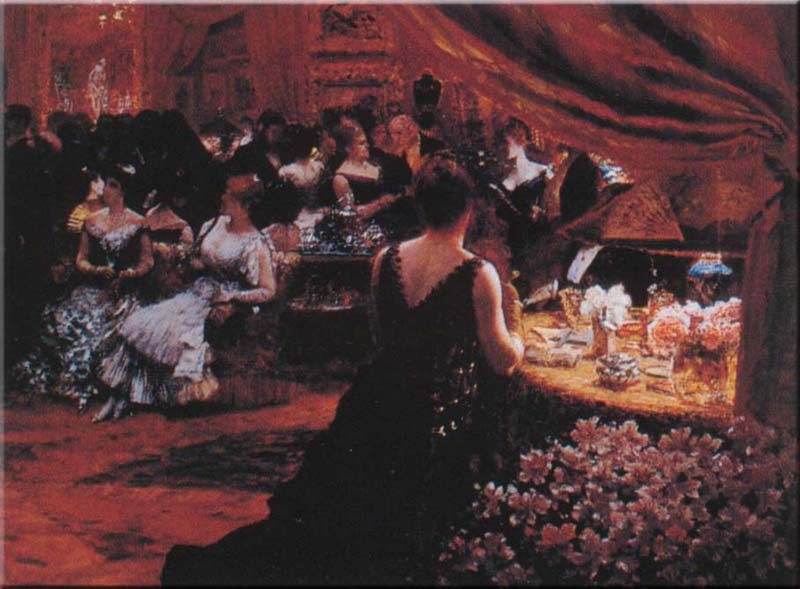
Гостиная принцессы Матильды. 1883
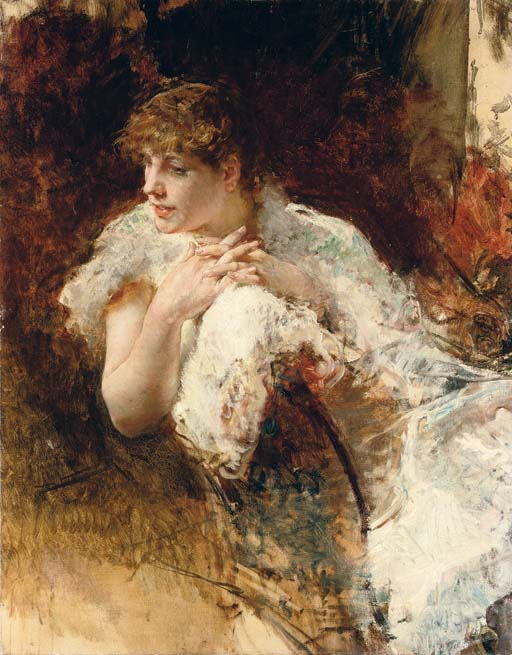
Синьора из Неаполя. 1872/1879

## Временные выставки
- 2006 — «Де Ниттис и Тиссо. Художники современной жизни»
- 2007 — «Дзандоменеги, Де Ниттис и Ренуар. Художники счастья»
- 2008 — «Париж 1900. Коллекция Малого дворца в Париже»
- 2008—2009 — «Со вкусом сатиры». Горожане Барлетты, Джован Баттиста Чиффи
- 2009 — «Земля и море. Пейзажи юга, от Джузеппе Де Ниттиса до Джованни Фаттори»
- 2009—2010 — «Рисунки. Выбор искусства и жизни»
- 2010—2011 — «Секрет Де Ниттиса»
- 2011 — Мария Пикарди Колиак «Цвета души»
- 2011 — «Чары и открытия. Восток в итальянской живописи XIX века»
- 2012 — «Запах света. Женский мир в живописи XIX и начала XX века»
- 2012—2013 — «Искусство это медуза» Яна Фабра в рамках европейского проекта Intramoeania Extra Art/Watershed

## Данные о посещаемости
- 2006 — 38305
- 2007 — 44156
- 2008 — 50190
- 2009 — 45768
- 2010 — 37243